# Ош (Арденны)
Ош (фр. Oches) — коммуна во Франции, находится в регионе Шампань — Арденны. Департамент коммуны — Арденны. Входит в состав кантона Бюзанси. Округ коммуны — Вузье.
Код INSEE коммуны — 08332.
Коммуна расположена приблизительно в 210 км к востоку от Парижа, в 75 км северо-восточнее Шалон-ан-Шампани.

## Население
Население коммуны на 2008 год составляло 30 человек.
| 1962 | 1968 | 1975 | 1982 | 1990 | 1999 | 2008 |
| ---- | ---- | ---- | ---- | ---- | ---- | ---- |
| 35   | 55   | 48   | 39   | 43   | 41   | 30   |

## Экономика

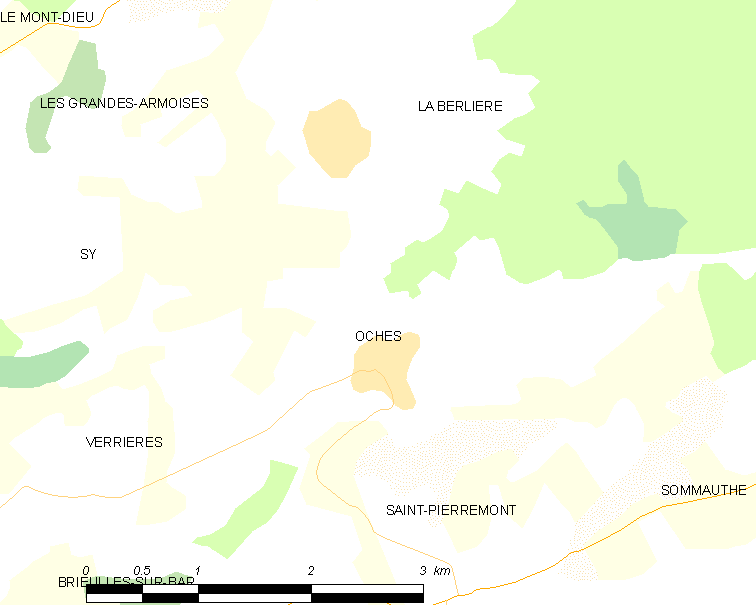
Карта коммуны

В 2007 году среди 23 человек в трудоспособном возрасте (15—64 лет) 16 были экономически активными, 7 — неактивными (показатель активности — 69,6 %, в 1999 году было 80,8 %). Из 16 активных работали 15 человек (9 мужчин и 6 женщин), безработной была 1 женщина. Среди 7 неактивных 2 человека были учениками или студентами, 2 — пенсионерами, 3 были неактивными по другим причинам.